# Eleição papal de agosto-setembro de 1276

Brasão papal de Sua Santidade o papa João XXI

A Eleição papal de agosto-setembro de 1276 foi a reunião de eleição papal realizada após a morte do Papa Adriano V. Durou de 19 de agosto a 8, 15 ou 17 de setembro de 1276. Foi a última eleição no Ano dos Quatro Papas. Foi também a primeira eleição desde a criação dos conclaves, em janeiro de 1276.

## Conclave
O Papa Adriano V teve um curto pontificado. Ele faleceu em 18 de agosto de 1276, após um mandato de apenas 38 dias, sem ser consagrado. Durante o breve mandato, ele não criou cardeais, sendo o único ato de seu pontificado a suspensão da constituição Ubi periculum sobre o conclave. Foi assim que na sua morte, havia apenas doze  cardeais eleitores vivos. O Colégio dos Cardeais tinha sido reduzido pela eleição e morte de Adriano V e pela morte do cardeal Uberto di Cocconato, que faleceu em 13 de julho de 1276, apenas dois dias após a eleição de Adriano. Um cardeal, Simon de Brion, ficou ausente da eleição. Assim, o processo começou com apenas onze participantes. Na manhã de 6 de setembro de 1276, o cardeal Vicedomino de Vicedominis, sobrinho do Papa Gregório X, faleceu. O número de eleitores foi agora reduzido a dez. Os cardeais se dividiram em dois partidos nacionais: francês e italiano, não tendo nenhum dos dois número suficiente de votos para eleger a seu próprio candidato. Seguindo o conselho do cardeal Giovanni Gaetano Orsini, os cardeais finalmente elegeram a um cardeal neutro que provinha de Portugal: João Pedro Julião, bispo de Frascati. As crônicas contemporâneas não estão de acordo sobre a data de sua eleição: se foi em 8 ou 17 de setembro. Todavia o mais provável é que tenha sido em 15 de setembro.
Devido a erros na numeração dos papas chamados "João" nos catálogos da época, o eleito tomou o nome de João XXI, ainda que não nunca teve um Papa João XX. Foi coroado solenemente por seu grande eleitor Orsini em 20 de setembro. É o único Papa oriundo da igreja portuguesa.

## "O Papa Eleito Gregório XI"
De acordo com um relato posterior criado provavelmente nos círculos eclesiásticos de Piacenza e popularizada pelos historiadores franciscanos, o cardeal Vicedomino de Vicedominis, bispo de Palestrina e aparentemente decano do Colégio dos Cardeais, foi eleito Papa em 5 de setembro e tomou o nome de Gregório XI em honra de seu tio Papa Gregório X, mas morreu poucas horas depois de sua eleição, antes de que pudesse ser proclamado.
Esta historia, ainda que repetida por alguns autores notáveis (incluindo a Lorenzo Cardella, Gaetano Moroni e mais recentemente Francisco Burkle-Young) tem vários pontos fracos. Os relatos da época não dizem nada acerca de um "Papa eleito Gregório XI". Sua eleição não foi registrada por crônica alguma e também o Papa João XXI na bula que anunciou sua eleição não faz referência a isso. Pelo contrário, se menciona explicitamente ao Papa Adriano V como seu predecessor direto. A necrologia medieval da catedral de Piacenza registra o seguinte: obiit Vicedominus quondam ep. Paenestrinus anno 1276..., sem nenhum tipo de alusão a sua eleição ao pontificado. Também são falsos ou pelo menos duvidosos outros detalhes da história: Vicedomino aparentemente foi eleito sob a influência de seu parente, o Cardeal-bispo de Sabina Giovanni Visconti, que não existia nesse momento. A suburbicária de Sabina foi ocupada por Bertrand de Saint-Martin, que está bem atestada nos documentos da cúria até 1277. Também a afirmação de que Vicedomino foi decano do Colégio (o primeiro na ordem de prioridade) parece ser inexata, já que nas bulas de Gregório X, sempre é precedido por Pedro Julião.
Todos esses dados indicam que a história do "Papa Eleito Gregório XI" é pouco provável de que seja certa. Talvez esta seja uma reminiscência da candidatura de Vicedomino nessas eleições.

## Cardeais votantes
| Criado por              | Cardeais | Por Cento |
| ----------------------- | -------- | --------- |
| Papa Gregório IX (GIX)  | 01       | 8,33 %    |
| Papa Inocêncio IV (IIV) | 01       | 8,33 %    |
| Papa Urbano IV (UIV)    | 07       | 58,33 %   |
| Papa Gregório X (GX)    | 03       | 25 %      |
| Total                   | 12       | 100 %     |

1. João Pedro Julião (eleito com o nome João XXI) (GX)
2. Bertrand de Saint-Martin O.S.B. (GX)
3. Simone Paltineri (UIV)
4. Anchier Pantaléon de Troyes (UIV)
5. Guillaume de Bray (UIV)
6. Riccardo Annibaldi, protodiácono. (GIX)
7. Giovanni Gaetano Orsini, O.S.B. (futuro Papa Nicolau III) (IIV)
8. Giacomo Savelli (futuro Papa Honório IV) (UIV)
9. Goffredo da Alatri (UIV)
10. Matteo Orsini Rosso (UIV)

### Cardeais ausentes
1. Vicedomino de Vicedominis †, falecido em 6 de setembro de 1276. (GX)
2. Simon de Brion (ausente), legado apostólico na França. (futuro Papa Martinho IV) (UIV)